# Цудзумі
Цудзумі (яп. 鼓) — японський ударний музичний інструмент, малий барабан. Його використовують як акомпанемент у театрах но і кабукі та у народних піснях.

## Опис
Належить до сімейства сіме-дайко (яп. 締め太鼓) — барабанів, які настроюються шнуром. Його корпус роблять у формі пісочного годинника з двома мембранами, через обод від однієї мембрани до іншої пропускають шнур (яп. 調緒, сірабео), яким можна регулювати її натяг. Корпус інструменту зазвичай виготовляють з деревини вишні і вкривають лаком. Мембрани виготовляють з кінської шкіри. Музикант може змінювати висоту звуку прямо під час вистави, змінюючи натяг шнура.

### Різновиди
Слово «цудзумі» у вузькому сенсі означає найменший з таких барабанів, коцудзумі (яп. 小鼓, буквально «малий цудзумі»), який при виступі тримають на правому плечі і грають правою рукою, крім нього існує також оцудзумі (яп. 大鼓, о:цудзуми, великий цудзумі) (інша назва — окава (яп. 大革, о:кава, «велика шкіра»)), на якому грають правою рукою, поставивши на ліве коліно. Крім того, у гагаку використовують два «нумерованих» цудзумі — «перший цудзумі» (яп. 一鼓, ікко, довжина 36 см, діаметр обода 24 см) і «третій цудзумі» (яп. 三の鼓, сан-но цудзумі, довжина 45 см, діаметр обода 42 см).
Оцудзумі видає два типи звуку: «тен» (сильніший) і «цу» (слабший); коцудзумі — чотири:
- ті — тихий удар безіменним пальцем по краю мембрани, шнур натягнутий;
- та — гучний удар середнім і безіменним пальцями, шнур максимально натягнутий;
- пу — тихий удар вказівним пальцем в центр, шнур розслаблений,
- по — сірабео натягують, після чого в середину мембрани вдаряють всіма пальцями з силою, а потім натягають шнур знову.

Удари комбінуються у фрази, всього їх близько 200 для кожного барабана. Крім того, виконавці видають оклики (яп. 掛け声, какегое), що вказують на зміну темпу і динаміки виконання, а також вони координують всіх музикантів.

### Складові частини
Цудзумі має такі складові частини:
- корпус (яп. 胴, то:),
- зовнішня мембрана (яп. 表革, омотегава),
- внутрішня мембрана (яп. 裏革, урагава),
- шнур (яп. 調緒, сірабео).

За інструментом складно доглядати, бо він вимагає нагріву для найкращої якості звуку. Перед виступом музикант повинен нагріти мембрану, причому коцудзумі потрібна підвищена, а оцудзумі — знижена вологість. Виконавець на коцудзумі перед грою прикріплює на задню мембрану смужки васі, змочені слиною, і дихає на них під час виступу. В середині п'єси но виконавцеві на оцудзумі зазвичай приносять заново підігрітий інструмент.

## Історія
Барабан у формі пісочного годинника потрапив до Японії з Індії через Китай і Корею. Точна етимологія слова «цудзумі» невідома, висувається гіпотеза про походження від індійського барабана дундубхі (гінді दुन्दुभि).
Найдавніші збережені цудзумі були, ймовірно, привезені з Кореї у XVII столітті для гігаку, вони зберігаються в скарбниці Сьосоїн. Судячи з усього, спочатку техніка гри нагадувала корейську при грі на чангу: в правій руці барабанщик тримав барабанну паличку, а ліва залишалася порожньою.
Обидва різновиди цудзумі прибули на Рюкю разом з музикою театру но, отримавши назви «велике тіло» (яп. ウフドウ, уфудо:) і «мале тіло» (яп. クドウ, кудо:).

## Використання
Цудзумі використовують для акомпанування музиці у театрах но і кабукі, у народних піснях міньйо (яп. 民謡). У театрі но малий і великий цудзумі входять до складу оркестру «хаясі» разом з барабаном більшого розміру і флейтою. У кабукі зазвичай використовують як мінімум один оцудзумі і до чотирьох коцудзумі. Останні часто задають ритм для сямісенів.